# Chimaera owstoni
Chimaera owstoni is een vis uit de familie der Draakvissen. De vis komt endemisch voor in de open wateren rondom Japan.